# Corendon Airlines

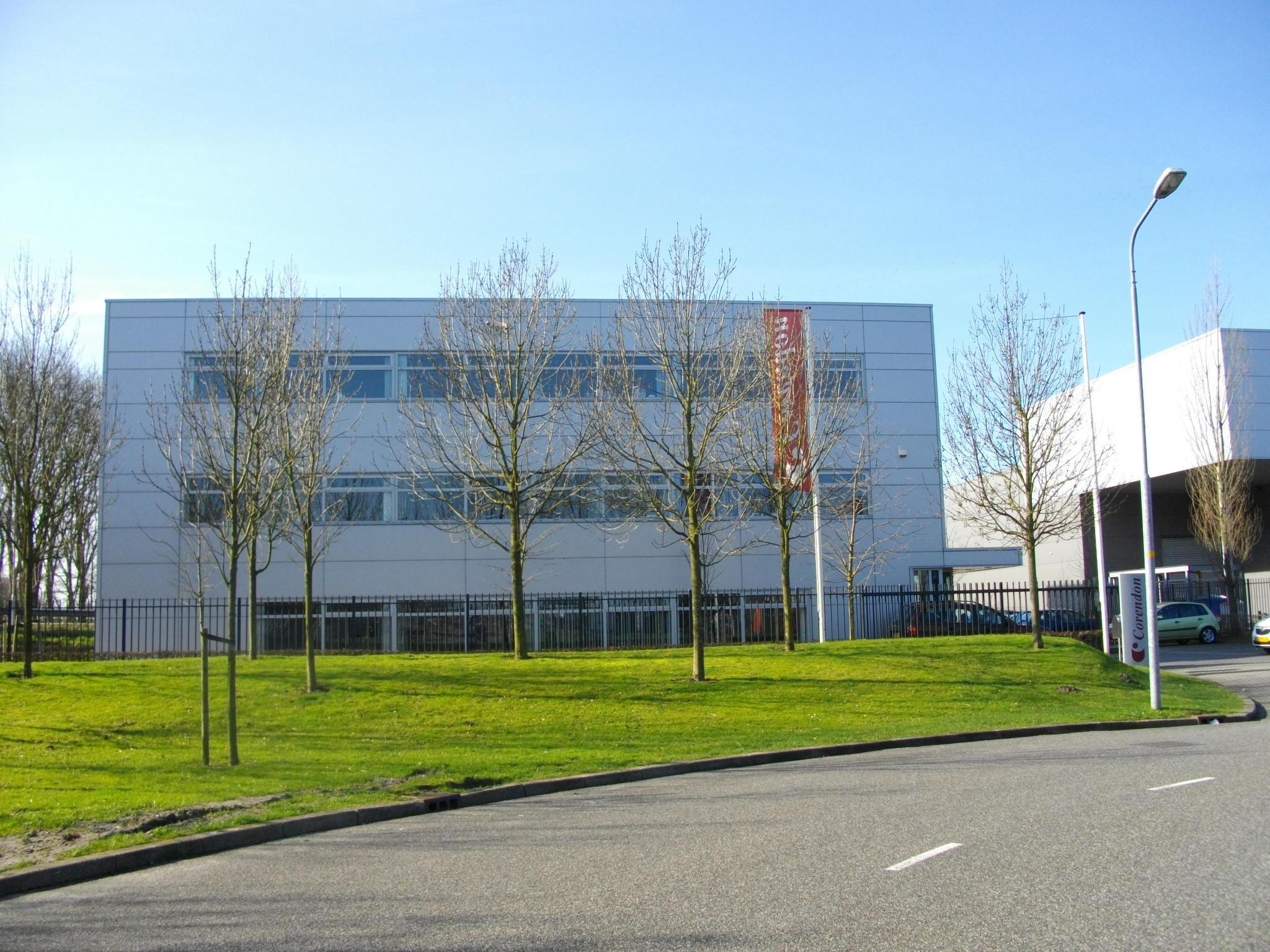
Kantoor van Corendon Airlines/Hoofdkantoor van Corendon Dutch Airlines, Lijnden

Corendon Airlines is een Turkse lagekostenluchtvaartmaatschappij, die vluchten aanbiedt naar Turkije vanuit België, Duitsland en Nederland. Het hoofdkantoor is in Antalya. De maatschappij is sinds 2005 actief, en heeft ook buitenlandse kantoren in Brussel, Düsseldorf, Lijnden, Bodrum en Istanboel. Corendon Airlines is onderdeel van Corendon Holding.

## Vloot

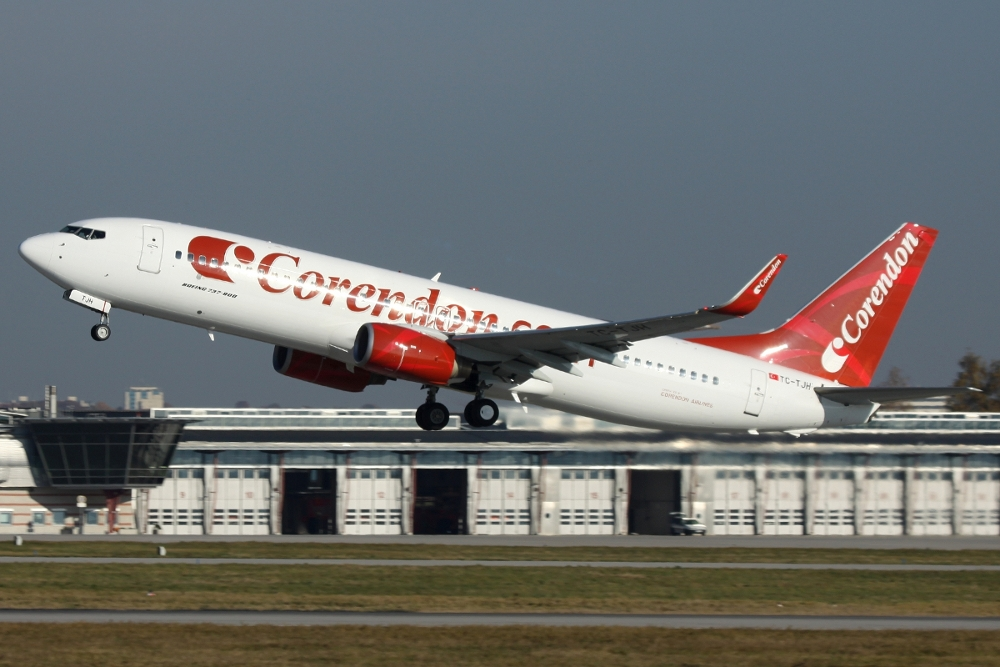
Corendon Airlines Boeing 737-800 in oude stijl

| Type           | Reg.   | Aflevering | Kleurenschema                                        | Bijzonderheden                                                                      |
| -------------- | ------ | ---------- | ---------------------------------------------------- | ----------------------------------------------------------------------------------- |
| Boeing 737-300 | TC-TJB | 17-06-2005 | Kids & Co (sinds 03-2012) en voorzien van nieuw logo | Uit de vloot sinds november 2015                                                    |
| Boeing 737-800 | TC-TJH | 21-03-2010 |                                                      | Ex Air Berlin                                                                       |
| Boeing 737-800 | TC-TJI | 15-04-2011 | Voorzien van nieuw logo                              | Ex Saga Airlines                                                                    |
| Boeing 737-800 | TC-TJJ | 19-04-2011 | Detur                                                | Ex Saga Airlines                                                                    |
| Boeing 737-800 | TC-TJK | 03-06-2011 |                                                      | In opslag in verband met brand in cockpit 14-10-2012                                |
| Boeing 737-800 | TC-TJL | 01-03-2013 |                                                      | Corendon.be-titels                                                                  |
| Boeing 737-800 | TC-TJM | 31-05-2013 |                                                      | Ex XL Airways Germany                                                               |
| Boeing 737-800 | TC-TJN | 19-06-2013 |                                                      | Ex Air Europa                                                                       |
| Boeing 737-800 | TC-TJO | 16-05-2014 |                                                      | Ex Xiamen Airlines                                                                  |
| Boeing 737-800 | TC-TJP | 13-05-2014 |                                                      | Ex Air Italy                                                                        |
| Boeing 737-800 | TC-TJS | 27-04-2015 | Voorzien van nieuw logo                              | Ex China Southern Airlines. En dit toestel is uitgerust met split scimitar winglets |
| Boeing 737-800 | TC-COR | 22-03-2017 | Voorzien van nieuw logo                              |                                                                                     |

## Sponsoring
Het bedrijf is sinds een aantal jaren de hoofdsponsor van de Nederlandse honkbal- en softbalvereniging Kinheim uit Haarlem. Het eerste herenhonkbalteam van deze vereniging komt uit in de hoofdklasse onder de sponsornaam Corendon Kinheim.

## Incidenten
- Maart 2010: In maart 2010 wordt een gezagvoerder van Corendon gearresteerd op Schiphol, toen hij op het punt stond te vertrekken. De Zweed vloog 13 jaar lang zonder een geldig vliegbrevet. De 41-jarige man had ooit een brevet, maar dat was verlopen en niet geldig voor verkeersvliegtuigen. Hij verklaarde dat hij minstens 10.000 vlieguren had gemaakt. Voor hij in dienst trad bij Corendon Airlines had de man gewerkt voor Air Sweden, Apollo Airlines, Air One en Jet2.com.
- Oktober 2010: Een Boeing 737-400 van Corendon Airlines op Schiphol naast de baan na een landing op baan 22. Bij de evacuatie vallen geen gewonden.
- Oktober 2012: In een Boeing 737-800 van Corendon ontstaat 14 oktober 2012 brand in de cockpit. Niemand raakt gewond.
- Juli 2013: Een probleem met een APU zorgt voor rook in Boeing 737 van Corendon op Eindhoven Airport. Niemand raakt gewond.